# Tagalogonia
Tagalogonia – rodzaj pająków z rodziny klejnotnikowatych. Obejmuje dwa opisane gatunki. Oba są endemitami filipińskiej wyspy Luzon.

## Morfologia
Samce osiągają między 1,4 a 1,5 mm długości ciała, a jedyna zmierzona samica miała 1,75 mm  długości ciała. Karapaks jest ciemno ubarwiony. Wszystkie oczy mają podobne rozmiary, te pary przednio-środkowej oddalone są od siebie na odległość wynoszącą około połowy ich średnicy i tak samo jest w przypadku tych pary tylno-środkowej. Płaskie, gładkie sternum ma kolorystykę oliwkową z ciemnym obrzeżeniem. Stosunkowo długie odnóża mają oliwkowe uda i rzepki, ciemnopomarańczowe golenie, słomkowe nadstopia i dłuższe od nich, słomkowe stopy. Kolejność ich par od najdłuższej do najkrótszej to: I, II, IV, III. Jajowata w zarysie, ciemna z jasnymi kądziołkami opistosoma (odwłok) jest skąpo porośnięta długimi i grubymi szczecinkami.
Genitalia samicy mają płaską, prawie prostokątną płytkę płciową o dobrze wykształconych listewkach poprzecznych, głębokim dołku pośrodkowym w ⅔ jej długości (położonym za spermatekami). Wulwa ma boczne skrzydełka błoniaste i nienabrzmiałe, pozbawione kanalików gruczołowymi. Oddalone od siebie spermateki są przecinkowate do nerkowatych. Bardzo długie i cienkie przewody kopulacyjne zataczają trzy pętle: boczną, tylno-środkową i przednio-środkową, po czym uchodzą do spermatek od przednio-brzusznej strony.
Nogogłaszczki samca mają długie i wąskie cymbium, wchodzący w brzuszny rowek na tymże, przezroczysty, dyskowaty konduktor od tyłu i z boków wygraniczający hematodochę wierzchołkową, zredukowaną do drobnej, gładkiej, kwadratowej wypustki apofyzę medialną, co najmniej czterokrotnie od tej apofyzy dłuższe tegulum, długą i nitkowatą apofizę emboliczną schowaną pod konduktorem oraz również pod konduktorem ukryty, biczykowaty, dłuższy niż szerokość tegulum embolus.

## Taksonomia
Do rodzaju tego zalicza się dwa opisane gatunki:
- Tagalogonia banahaw Labarque et Griswold, 2014
- Tagalogonia isarog Labarque et Griswold, 2014

Rodzaj i oba jego gatunki opisane zostały po raz pierwszy w 2014 roku przez Facunda Martína Labarque i Charlesa Edwarda Griswolda; gatunkiem typowym autorzy wyznaczyli T. banahaw. Nazwa rodzajowa nawiązuje do języka tagalog używanego na Filipinach.